# 沃庫拉海灘 (佛羅里達州)
沃庫拉海灘（英語：Wakulla Beach）是位於美國佛羅里達州沃庫拉縣的一個非建制地區。該地的面積和人口皆未知。

## 地理
沃庫拉海灘的座標為30°06′33″N 84°15′33″W / 30.10917°N 84.25917°W，而該地的平均海拔高度為2米（即7英尺）。